# Slavičky
Slavičky (en allemand : Slawitschka, Klein Slawitz) est une commune du district de Třebíč, dans la région de Vysočina, en République tchèque. Sa population s'élevait à 279 habitants en 2020.

## Géographie
Slavičky se trouve à 8 km au sud-est de Třebíč, à 37 km au sud-est de Jihlava et à 151 km au sud-est de Prague.
La commune est limitée par Vladislav au nord et à l'est, par Dolní Vilémovice au sud, et par Klučov et Kožichovice à l'ouest.

## Histoire
La première mention écrite de la localité date de 1101.

## Administration
La commune se compose de trois sections :
- Okrašovice
- Pozďátky
- Slavičky

## Transports
Par la route, Slavičky se trouve à 9 km de Třebíč, à 41,5 km de Jihlava et à 173 km de Prague.